# Dibamus dezwaani
Dibamus dezwaani es una especie de escamosos de pequeño tamaño de la familia Dibamidae.

## Distribución geográfica
Es endémica de Nías, en Indonesia.  

## Estado de conservación
Se encuentra amenazada por la pérdida de su hábitat natural.